# Хронологија радничког покрета и КПЈ 1929.
| претходна целина: ◄ до 1919. |                              |
| Хронологија радничког покрета и Комунистичке партије Југославије од 1919. до 1929. године 1919. 1920. 1921. 1922. 1923. 1924. 1925. 1926. 1927. 1928. 1929. | следећа целина: 1930—1939. ► |

Хронолошки преглед важнијих догађаја везаних за Раднички покрет Југославије и Комунистичку партију Југославије (КПЈ), као и општа политичка дешавања која су се догодила у Краљевини Срба, Хрвата и Словенаца током 1929. године.
| Јануар Фебруар Март Април Мај Јун Јул Август Септембар Октобар Новембар Децембар |

## Јануар

#### 6. јануар
- Краљ Александар Карађорђевић објавио Проглас под насловом „Моме драгом народу, свима Србима, Хрватима и Словенцима“ у коме је најављено увођење диктатуре — „Шестојануарска диктатура“. Овом диктатуром је био суспендован „Видовдански устав“ и распуштена Народна скупштина. Допуњен је „Закон о заштити јавне безбедности и поретка у држави“ (који је донет августа 1921. године), чиме је забрањен рад свих политичких странака и синдиката и при Касационом суду у Београду уведен Државни суд за заштиту државе. Краљ је за председника Владе именовао генерала Петра Живковића. Диктатура је званично укинута 3. септембра 1931. године доношењем новог тзв „Октроисаног устава“. За време трајања диктатуре, од 1929. до 1932. године убијено је око 400 чланова КПЈ и СКОЈ-а, док је од стране Државног суда за заштиту државе, основаног 8. јануара 1929. године, у периоду од 1929. до 1941. године на временске казне затвора осуђено око 10.000 политичких затвореника.[1]
- Одржан састанак Политбироа ЦК КПЈ у проширеном саставу, на коме се расправљало о политичкој ситуацији и одређивању акције КПЈ после објављивања диктатуре. Тим поводом донети су закључци да се свим Покрајинским комитетима доставе писма са актуелним задацима у новонасталим приликама. Истог дана Политибиро је свим Покрајинским комитетима упутио циркуларно писмо „О опште политичким задацима”.[2]
- Органи београдске полиције упали у просторије Главног радничког савеза и Месног синдикалног већа београдске организације Уједињеног радничког синдикалног савеза Југославије (УРССЈ) и конфисковали сву архиву синдиката и забранили његов рад.[2]

#### 8. јануар
- У Загребу одржан састанак Бироа Централног комитета Савеза комунистичке омладине Југославије (СКОЈ) на коме је заузет курс отворене и одлучне борбе против диктатуре и потом је упућено писмо свим руководствима и организацијама СКОЈ-а са директивама за рад.[2]

#### 9. јануар
- Управа града Београда на основу Закона о заштити државе забранила рад Независних синдиката у Београду и Сентралног радничког синдикалног одбора Југославије (ЦРСОЈ).[2]

#### 12. јануар
- Извршни биро Црвене синдикалне интернационале упутио је проглас радницима и сељацима целог света под називом „Против терора и беснила солдатеске у Југославији”. У овом Прогласу Црвена синдикална интернационала је позвала међународни пролетеријат да ступи у борбу за радничку класу Југославије и за њене синдикате.[2]

#### половина јануара
- Након акције Месног комитета КПЈ за Београд, током које су растурани леци Покрајинског комитета КПЈ за Србију под називом „Радницима, сељацима, сиромашним грађанима и војницима Србије”, полиција успела да изврши провалу у партијску организацију београда и изврши масовна хапшења. Међу ухапшенима су били Бане Андрејев, Александар Ранковић, Стеван Бољевић, Петар Грубор, Стеван Чоловић, Милош Матијевић и др. Они су изведени пред Државни суд за заштиту државе и 25. маја осуђени на вишегодишње затворске казне.[3]

#### 16. јануар
- У Београду се руководство Централног радничког синдикалног одбора Југославије (ЦРСОЈ) обратило Управи града Београда с молбом за одобрење рада Независних синдиката Југославије. Преговори са министарством су трајали до средине маја 1929. године и завршили су се без резултата. Ова акција београдског дела синдикалног руководства КПЈ била је осуђена од стране ЦК КПЈ као ликвидаторска.[3]

#### 18. јануар
- Извршни комитет Комунистичке интернационале упутио проглас радницима и сељацима целог света под називом „Против диктатуре у Југославији”. У овом Прогласу Коминтерна је описала политички положај у Југославији и изнела карактер диктатуре назвавши је „милитаристичко-династичко-апсолутистичком”.[3]

#### 24. јануар
- У Софији умро Васил Главинов (1869—1929), први пропагатор социјалистичких идеја и организатор радничког покрета у Македонији.[3]

#### у току јануара
- Након Четвртог конгреса КПЈ формирана Комисија за рад међу женама при Централном комитету КПЈ. Комисија је донела детаљан план рада који је садржао — организовање партијског апарата за рад међу женама, организационе задатке, рад у синдикатима, рад на селу, деловање у грађанским женским организацијама и агитационо-пропагандни рад. На седници Секретеријата ЦК КПЈ расправљало се о плану рада ове Комисије.[1]

## Фебруар

#### 1. фебруар
- Министарство унутрашњих послова одборило је рад Уједињеног радничког синдикалног савеза Југославије (УРССЈ).[4]

#### 16. фебруар
- Одржан састанак Политбироа ЦК КПЈ у проширеном саставу на коме се расправљало о Прогласу Централног комитета, који је усвојен и одлучено је да се пошаље у Београд, ради штампања ћирилицом и у Љубљани, ради превода на словеначки језик. Проглас ЦК под називом „Радном народу града и села свију нација Југославије” је био поводом увођења „шестојануарске диктатуре” и штампан је крајем фебруара. У овом Прогласу веома опширно је анализирано десетогодишње постојање Краљевине СХС, с посебним освртом на узроке који су довели до успостављања диктатуре.[4]

#### 25. фебруар
- У Загребу одржана конститутивна седница ликовне групе „Земља” и изабран Управни одбор у саставу — председник Драго Иблер, заменик председника Антун Аугустинчић, секретар Крсто Хегедушић, заменик секретара Иван Табаковић и благајник Камило Ружичка. Поред њих чланови ове групе били су — Отон Постружник, Франо Кршинић и Омер Мујаџић. Ова група је била утемељена на тежњи за националним изразом и изражавањем социјалних проблема из својих средина.[4]

#### крајем фебруара
- У Београду инструктор ЦК КПЈ Брацан Брацановић формирао нови Покрајински комитет КПЈ за Србију у саставу — Брацан Брацановић, секретар и Антун Салај, Милан Делић и Гојко Самарџић, чланови.[4]

| Јануар Фебруар Март Април Мај Јун Јул Август Септембар Октобар Новембар Децембар |

## Март

#### почетак марта
- У Загребу покренут илегални лист „Пролетер”, централни орган ЦК КПЈ. У Загребу је изашло укупно пет бројева, али је крајем 1929. године седиште листа пребачено у Беч, где је излазио до јануара 1934. године. Потом је настала пауза, па је лист поново покренут у Прагу, до јуна 1936. године. Крајем 1936. седиште листа је пребачено у Париз, где је лист уређиван, а штампан је у Бриселу. Последњи број листа, штампаног у иностранству, изашао је маја 1939. године, а лист је потом почетком 1940. године обновљен у Југославији и штампан је у Загребу, Београду и Љубљани. Лист је излазио у току НОР-а и штампан на ослобођеној територији. У току постојања листа у њему су сарађивали — Ђуро Ђаковић, Филип Филиповић, Милан Горкић, Благоје Паровић, Владимир Ћопић, Живојин Павловић, Јосип Броз Тито, Едвард Кардељ, Борис Кидрич, Родољуб Чолаковић, Сретен Жујовић, Иван Крндељ и др.[5]

#### 9. март
- У Берлину (Немачки рајх) 9. и 10. марта одржан Први међународни антифашистички конгрес, који је сазван на иницијативу Међународног антифашистичког комитета, који је био формиран кратко време пре тога у Паризу на челу са Анри Барбисом. На Конгресу је учествовало 250 делегата из Европе и САД, али нису учествовали представници Белгије и Совјетског Савеза, јер нису добили немачку визу. Југославију су представљала тројица делегата, међу којима су били Филип Филиповић и Коста Новаковић. Током Конгреса, за чланове почасног Председништва били су између осталих изабрани и југословенски политички затвореници-комунисти — Моша Пијаде и Јуре Керошевић. Конгрес је једногласно усвојио Резолуцију у којој је било записано — борба свим средствима против фашизма све до потпуног уништења рађајућег фашизма.[5]

#### 15. март
- У Београду инструктор ЦК КПЈ Брацан Брацановић формирао нови Месни комитет КПЈ за Београд у саставу — Момчило Ђорђевић, секретар и Антун Фестини и Милан Делић, чланови.[5]

#### 25. март
- У Москви (Совјетски Савез) Балкански секретеријат Извршног комитета Коминтерне упутио писмо Политбироу ЦК КПЈ у коме су постављени задаци о организационом раду КПЈ, о устројству илегалног апарата, о раду КПЈ међу масама и међу сељаштвом, о улози штампе и илегалном раду и др.[5]

## Април

#### 10. април
- Централни комитет КПЈ послао циркуларно писмо свим Покрајинским, Окружним и Месним комитетима КПЈ поводом припрема прославе Празника рада. Аутор писма Ђуро Ђаковић је у писму дао кратак историјат радничких празника, а потом објаснио политичке и економске прилике у Краљевини СХС и на бази тога је одредио задатке партијским руководствима.[5]

#### 11. април
- У Загребу полиција ухапсила Павла Маргановића, политичког секретара ЦК СКОЈ-а и Стјепана Кавеџију, члана КПЈ на раду у техници ЦК СКОЈ. Током полицијске истраге, Паја Маргановић је био подвргнут страховитој тортури, али упркос томе није желео ништа да призна, чак ни своје име. Услед немогућности да од њега добије било какво признање, полицијски агенти су га 31. јула потпуно измрцвареног бацили кроз прозор и убили. Након његовог хапшења, половином априла функцију политичког секретара ЦК СКОЈ преузео је Мијо Орешки, чиме је седиште ЦК СКОЈ прешло из Загреба у Самобор.[6][7]

#### 20. април
- У Загребу у току полицијске рације против чланова и симпатитера КПЈ ухапшени — Ђуро Ђаковић, организациони секретар КПЈ и Никола Хећимовић, секретар „Црвене помоћи“. Хапшење Ђаковића и Хећимовића било је први удар диктатуре на руководство КПЈ. Након хапшења у полицији су били подвргнути зверском мучењу и након што нису ништа признали били су одведени на југословенско-аустриску границу, где су 25. априла убијени.[6]

#### 21. април
- Политбиро ЦК КПЈ доставио писмо привременом руководству КПЈ у Србији и члановима руководства КПЈ у Београду, које је пре хапшења написао Ђуро Ђаковић. Садржај писма се у потпуности односио на проблем регистрације чланства из партијских организација, које су се под утицајем Симе Марковића одвојиле од КПЈ и њеног руководства новембра 1928. године у време спровођења „Отвореног писма ИК Коминтерне члановима КПЈ”.[6]

#### 25. април
- По налогу др Јанка Бедековића, шефа Председничког уреда Редарственог равнатељства у Загребу, жандари и полицијски агенти 24. априла ухапшенике Ђаковића и Хећимовима одвели на југословенско-аустријску границу, под изговором извиђања терена и утврђивања канала куда су комунисти илегално прелазили из Југославије у Аустрију и обратно. У поподневним часовима 25. априла приликом спуштања у једну клисуру према аустријској граници, недалеко од села Свети Дух на Оштром Врху, жандарми су убили ухапшенике Ђуру Ђаковића (1886—1929) и Николу Хећимовића (1900—1929). Након сазнања јавности о убиству, полиција је саопштила да су убијени при покушају бега. Пошто је 8. маја, на захтев породица и њихових адвоката, извршена ексхумација лешева званична комисија је утврдила да је у жртве пуцано спреда, чиме је доказано смишљено убиство.[6]

#### 29. април
- Прве вести о убиству Ђуре Ђаковића и Николе Хећимовића, објавио је бечки „Раднички лист” под насловом Убијена два југословенска бегунца. Потом је орган берлинске „Црвене помоћи” објавио чланак под називом Југословенски погранични полицајци као убице.[6]

#### 30. април
- Новински извештај о убиству Ђаковића и Хећимовића објављен је у органу Извршног комитета Коминтерне, као и у органима централних комитета — СКП(б), КП Аустрије, КП Француске и КП Бугарске. Убрзо након тога, вест о њиховом убиству су пренели југословенски листови — „Јутро”, „Време”, „Политика”, „Јутарњи лист” и „Новости”.[6]

| Јануар Фебруар Март Април Мај Јун Јул Август Септембар Октобар Новембар Децембар |

## Мај

#### 1. мај
- У Нишу, након хапшења групе чланова СКОЈ-а, међу којима је био и секретар Обласног комитета СКОЈ-а Милана Маринковића, приликом растурања првомајског летка ЦК КПЈ, полиција покренула масовна хапшења комуниста у Нишу, након којих је уследила провала у партијску организацију. У периоду од 1. до 7. маја била је ухапшена група истакнутих партијских радника — Димитрије Стојиљковић, Илија Миловановић, Станко Пауновић и Савка Тасић. Они су јануара 1930. године били изведени пред Државни суд за заштиту држaве и осуђени на вишегодишње затворске казне.[6]

#### 5. мај
- Централни комитет Комунистичке партије Југославије послао обавештење Извршном комитету Коминтерне о убиству организационог секретара КПЈ Ђуре Ђаковића и секретара Црвене помоћи Југославије Николе Хећимовића.[6]

#### 7. мај
- Балканска комунистичка федерација објавила Проглас поводом убиства Ђуре Ђаковића и Николе Хећимовића под називом Против злочина и убиства од стране војно-фашистичке диктатуре у Југославији.[6]

#### 8. мај
- На захтев породица Ђуре Ђаковића и Николе Хећимовића, као и њихових адвоката др Иве Политеа и Томе Јанчиковића, званичка Комисија извршила је ексхумацију лешева и том приликом је установљено да је на жртве пуцано спреда, чиме је доказано смишљено убиство.[8]

#### 25. мај
- У Београду Државни суд за заштиту државе, након суђења које је трајало од 22. до 25. маја, на вишегодишње затворске казне због комунистичке делатности осудио функционере и чланове КПЈ и СКОЈ, ухапшене у јануарској провали у Београду. Међу осуђенима били su — Бане Андрејев на 15 година, Петар Грубор на 12 година, Стеван Бољевић на 10 година, Александар Ранковић и Милош Матијевић на 6 година и Стеван Чоловић на 5 година затвора. На истом процесу, били су оптужени, али услед недостатка доказа, ослобођени — Стеван Јовелић, Јосип Белончек, Светислав Стефановић, Јосип Божић и Антон Сокол.[8][9]

## Јун

#### 2. јуна
- Политбиро ЦК КПЈ упутио писмо Извршном комитету Коминтерне, са потписом Јована Малишића, у коме је дат извештај о раду илегалних синдиката, обележавњау 1. маја, унутарпартијским односима у централном руководству КПЈ и партијској литератури. Посебан део извештаја посвећен је убиству Ђуре Ђаковића и Николе Хећимовића.[8] На основу садржаја овог извештаја, Политички биро Извршног комитета Коминтерне доставио је 22. јуна писмо ЦК КПЈ са упутствима о начину рада илегалних синдиката у Југославији и њиховим задацима.[10]

#### почетак јуна
- Централни комитет КПЈ издао летак Радницима и сељацима и свим угњетеним народима Југославије! Проливена је радничка крв! Пале су жртве крваве диктатуре Александра I, који је био посвећен убиству Ђуре Ђаковића и Николе Хећимовића од стране режима.[8]

#### 6. јун
- Члан Политбироа ЦК КПЈ Лаза Стефановић послао писмо Извршном комитету КПЈ у коме је протестовао због извештаја Јована Малишића, у коме га је он оптужио да је саботирао рад илегалних револуционарних синдиката.[8] Након овог писма, он је 27. јуна послао још једно писмо Извршном комитету Коминтерне у коме је протестовао због оцене коју је Политбиро дао о његовој „петомесечној саботажи на изградњи револуционарних илегалних синдиката”.[10]

| Јануар Фебруар Март Април Мај Јун Јул Август Септембар Октобар Новембар Децембар |

## Јул

#### 3. јул
- У Москви, од 3. до 19. јула одржан Десети пленум Извршног комитета Комунистичке интернационале на коме се расправљало о међународној ситуацији, економској кризи и задацима Коминтерне. Пленум је заузео став да треба радити на уништењу „социјалфашиста”, односно социјалистичких партија, које су левичарским паролама заводиле радничке масе. На Пленуму су од југословенских комуниста учествовали Филип Филиповић и Милан Горкић.[10]

#### 18. јул
- У Осијеку, у стану једног члана Савеза комунистичке омладине Југославије, полиција пронашла архиву Месних комитета КПЈ и СКОЈ, након чега је ухапсила око 40 чланова КПЈ и СКОЈ. Они су 22. марта 1930. од стране Државног суда за заштиту државе осуђени на разне временске казне затвора.[10]

#### 27. јул
- У Самобору, код Загреба, у борби с полицијом погинула двојица од седморице секретара СКОЈ-а — Мијо Орешки (1905—1929), политички секретар и Јанко Мишић (1900—1929), организациони секретар. Заједно с њима страдао је и Мијин рођени брат Славко Орешки (1901—1929), који је руководио техником ЦК СКОЈ-а. Загребачка полиција, предвођена Јанком Бедековићем, уз помоћ једног студента, који је желео да спасе ухапшену девојку, открила је кућу у којој су живела браћа Орешки. Полиција је рано ујутру опколила кућу и позвала укућане на предају. Одбивши да се предају, Јанко, Мијо и Славко су се сукобили с полицијом и након получасовне борбе су погинули. Поред њих у кући се налазила породица власника куће Јосипа Новосела, као и Мијина супруга Агата и једногодишњи син Владимир.[10][11][12]

#### крајем јула
- У Сарајеву, у току полицијске истраге и зверског мучења, преминули Маријан Браун, секретар Месног комитета КПЈ за Сарајево и Бењамин Финци (1888—1929), истакнути комуниста. Заједно са њима у полицији је био мучен Владо Божовић, који је марта 1930. године осуђен на четири године затвора. Током издржавања казне у затвору у Сремској Митровици, преминуо је 1. децембра 1932. године, након новембарског штрајка глађу политичких осуђеника-комуниста.[13]

#### 31. јул
- У полицији у Загребу, убијен Павле Паја Маргановић (1904—1929), обућарски радник и један од седморице секретара СКОЈ-а, који је био ухапшен 11. априла у Загребу, али ни после вишенедељног мучења није желео иследницима да каже ни своје име. Потпуно измрцварен бачен је са другог спрата полицијске зграде, а јавности је издато саопштење да је извршио самоубиство.[10][7]
- У Подгорици извршена масовна хапшења комуниста, чије су адресе откривене након полицијске провале у Самобору. Међу ухапшенима били су Ниша Милановић, секретар Покрајинског комитета КПЈ за Црну Гору и Радован Вукановић, секретар Покрајинског комитета СКОЈ за Црну Гору, а након њиховог хапшења, била су потпуно разбијена покрајинска руководства КПЈ и СКОЈ у Црној Гори.[10]

#### у току јула
- У Мостару, ухапшено руководство партијске организације, као и 72 члана КПЈ и СКОЈ. Међу ухапшенима је био и Гојко Вуковић, познати мостарски револуционар, који је од стране Државног суда за заштиту државе био осуђен на три године затвора.[13]

## Август

#### почетак август
- Политбиро Централног комитета КПЈ послао писмо Извршном комитету Комунистичке интернационале са извештајем о обележавању међународног омладинског дана 1. августа, убиству Јанка Мишића, Мије Орешког и Славка Орешког у Самобору, као и о хапшењима Маријана Брауна, Стјепана Цвијића и Матије Брезовића.[13]
- Централни комитет КПЈ и Централни комитет СКОЈ-а објавили заједнички Проглас Војницима југословенске армије у коме су припадници Југословенске војске позвани да пруже отпор припремању новог рата против Совјетског Савеза, као и на отказивање послушности официрима и борбу против диктатуре краља Александра.[13]

#### 23. август
- У Београду хапшењем Антона Клеменчића, пиљара из Земуна, приликом растурања летка Покрајинског комитета КПЈ за Србију Другови радници, сељаци и војници, који је штампан поводом убиства Јанка Мишића и браће Орешки, отпочела велика провала у партијску организацију Београда у којој је до краја августа ухапшено 45 чланова КПЈ, међу којима су били — секретар ПК КПЈ за Србију Брацан Брацановић (убијен у полицији 27. септембра), члан ПК КПЈ за Србију Гојко Самарџић (побегао из притвора 21. јануара 1930), секретар Месног комитета КПЈ за Београд Момчило Ђорђевић, члан МК КПЈ за Београд Антун Фестини, чланови Рејонских комитета и чланови КПЈ Богдан Библија, Радослав Љумовић, Рајко Јовановић, Бранко Соларић, Марко Орешковић, Вукола Дабић, Сретен Жујовић, Марко Орешковић, Веселин Маслеша, Иван Милутиновић, Лабуд Кусовац, Стеван Молнар и др.[13]

#### 25. август
- У Београду, у оквиру полицијске првале у партијску организацију Београда, полиција ухапсила Владимира Нешића, вд. генералног секретара Црвеног крста Југославије и руководиоца технике Месног комитета КПЈ за Београд. Приликом претреса стана полицијски агенти предвођени Миланом Аћимовићем открили су материјале за нови број листа „Комунист“, који је требало да буде штампан. Заједно са Владимиром, тада је ухапшена и његова супруга Лепа Нешић.[13]

#### 26. август
- У полицији у Београду, убијен Владимир Нешић (1896—1929), који је ухапшен дан раније и који је током саслушања био претучен до смрти. Како би прикрили његову смрт, агенти су његово тело бацили кроз прозор и монтирали причу о самоубиству. У току ноћи он је био тајно сахрањен на Новом гробљу, а пошто је породица сумњала у званичну верзију смрти тражила је ексхумацију леша, али полиција то није дозволила. Истрага о овом случају је била вођена све до фебруара 1930. године, када је Одељење опште полиције Управе града Београда донело решење о њеном прекиду и о овоме обавестило Првостепени суд у Београду.[13]

| Јануар Фебруар Март Април Мај Јун Јул Август Септембар Октобар Новембар Децембар |

## Септембар

#### 14. септембар
- У Тузли ухапшена група од 15 комуниста, међу којима је био и Митар Трифуновић, бивши народни посланик КПЈ. Након хапшења они су били спроведени у Сарајево у управу полиције. Због комунистичког деловања Државни суд за заштиту државе их је 7. фебруара 1930. године осудио на временске казне затвора.[13]

#### 17. септембар
- У Констанци (Краљевина Румунија) 17. и 18. фебруара одржана Међународна конференција комунистичких партија централне Европе, коју је организовао Западноевропски биро Извршног комитета Коминтерне. Конференцији су присуствовали делегати КП Аустрије, КП Немачке, КП Чехословачке, КП Италије, КП Швајцарске и КП Југославије, као и представници Балканске комунистичке федерације, Омладинске комунистичке интернационале и Црвене синдикалне интернационале. На Конференцији је била разматрана „акутна фашистичка опасност” у Аустрији и „растући терор војно-фашистичке диктатуре” у Југославији. Поводом дешавања у Југославији, Конференција је издала Проглас Створити антифашистички фронт за борбу против крваве владавине у Југославији.[13]

#### 27. септембар
- У Маринковој Бари, код Београда, полицијски агенти убили Брацана Брацановића (1893—1929), секретара Покрајинског комитета КПЈ за Србију и инструктора Централног комитета КПЈ, који је био ухапшен у полицијској провали у београдску партијску организацију, крајем августа. Након хапшења, месец дана је био тешко мучен у затвору Управе града Београда, али никога није одао. Услед тешких, повреда насталих пребијањем и мучењем, био је у тешком стању, па га је полиција полумртвог однела у Маринкову бару и убила. Након убиства, јавности је саопштено да је убијен у покушају бега, након претреса једне куће.[14][15][16]

## Октобар

#### 3. октобар
- Донет „Закон о називу и подели Краљевине Југославије на управна подручија“ којим је дотадашњи назив државе Краљевина Срба, Хрвата и Словенаца промењен у Краљевина Југославија. Овим законом прокламована је концепција тзв „интегралног југословенства“ и појачаног курса националног и државног унитаризма. Посебним одредбама овог закона забрањене су „племенске заставе“ и дозвољена само једна — југословенска застава. Истим законом државна територија подељена је на девет управних подручија — бановина (називи бановина су поређани према бројевима на карти, у загради се налази главни град бановине): I Дравска бановина (Љубљана), II Савска бановина (Загреб), III Врбаска бановина (Бања Лука), IV Приморска бановина (Сплит), V Дринска бановина (Сарајево), VI Зетска бановина (Цетиње), VII Дунавска бановина (Нови Сад), VIII Моравска бановина (Ниш), IX Вардарска бановина (Скопље) и Управа града Београда (Београд, Земун и Панчево).[14]

#### почетак октобра
- У једном селу у близини Минхена, одржан Пленум Централног комитета КПЈ на коме је извршена анализа десетомесечног рада КПЈ и његових руководства у условима диктатуре. Такође, на Пленуму се расправљало и о међународним и унутрашњим политичким проблемима, као и о предстојећим задацима КПЈ. Пленум је упутио Проглас Радницима и сељацима свих народа Југославије.[14]

#### 5. октобар
- Истакнути интелектуални радници Немачке, на челу са Албертом Ајнштајном, упутили су телеграм председнику Владе Краљевине Југославије генералу Петру Живковићу у знак протеста против убијених 39 политичких затвореника, као и протест против диктаторског режима који је био одговоран за убиства. Поред овог телеграма, поводом убистава Владимира Нешића, секретара Црвене помоћи и Брацана Брацановића, члана ЦК КПЈ и секретара ПК КПЈ за Србију, телеграме протеста су послали Лига за права човека Немачке и Савез „Слободни Балкан”. Телеграме протеста су такође послали интелектуални и културни радници — редитељ Ервин Пискатор и политичари Георг Лебедур и Вили Минценберг (Немачка); књижевник Карин Михаелис (Данска); књижевник Анри Барбис (Француска); књижевници Аптон Синклер и Ана Луис Стронг (САД); сликар Дијего Ривера (Мексико); књижевик Максим Горки (СССР); Карл фон Осијетски, адвокат и познати пацифиста и др.[14]

#### 17. октобар
- У Пули (тада Краљевина Италија) стрељан антифашиста Владимир Гортан (1904—1929), који је био члан организације „Борба” (касније названа ТИГР). Ухапшен је приликом покушаја бега у Југославију, након што су омладинци припуцали из заседе изнад поворке сељака који су ишли на фашистичке изборе 29. марта. Заједно са својим друговима — Виктором Баћацем, Вјекославом и Душаном Ладавцем и Живком Гортаном предат је фашистичком суду, који га је осудио на смрт, а његове другове на дугогодишње временске казне у трајању од 30 година затвора.[17][18]
- На Београдском универзитету одржан протестни збор поводом осуде на смрт Владимира Гортана, као и осуде на временске казне затвора четворице југословенких омладинаца од стране фашистичког суда у Пули.[17]

#### 29. октобар
- У Њујорку (САД) догодио се слом берзе (овај дан познат је и као „Црни уторак”) што је симболично означило почетак Велике економске кризе, која се убрзо пренела на читав свет, а пре свега на индустријски развијене земље, где је изазвала и застој производње. Криза је знатно утицала на лош положај радничке класе, а милиони незапослених су били у тешкој ситуацији у индустријским земљама. Поред индустријских, криза је захватила и аграрне земље где је дошло до пада извоза пољопривредних производа што је узроковало пад њихових цена. За свега две године, извоз Краљевине Југославије је са 6,4 у 1929. години пао на 3,4 милијарде у 1932. години. Немачка је као индсутријски развијена земља имала велики број незапослених од скоро 7 милиона. Економска криза је у политичком смислу узроковала јачање фашизма и долазак на власт Хитлера у Немачкој, као и заокрет према десници у Аустрији и Мађарској. Комунистичка интернационала је сматрала да је економска криза капитализма почетак пролетерске револуције па је комунистичким партијама налагала јачање класне борбе и припрему за социјалистичку револуцију.[17]

#### у току октобра
- Централни комитет КПЈ публиковао је документ под називом „Статистика полицијских убистава у Југославији” који је започео убиством Ђуре Ђаковића и Николе Хећимовића, 25. априла; затим трагедијом у Самобору 27. јула у којој су страдали Јанко Мишић и браћа Мијо и Славко Орешки; па систематска мучења и убиства — Паје Маргановића 31. јула у Загребу, као и Владимира Нешића 26. августа и Брацана Брацановића, 27. септембра у Београду. Поред ових, у публикацији су набројана и убиства Маријана Брауна и Бењамина Финција, крајем јула у Сарајеву и Јосипа Хаука, 29. августа у Осијеку. Поред ове публикације, ЦК КПЈ је публиковао и документ „Статистика осуда под диктатуром у Југославији” у којој су набројани процеси пред Државним судом за заштиту државе комунистима и другим политичким деликвентима од маја до октобра 1929. године.[19]

| Јануар Фебруар Март Април Мај Јун Јул Август Септембар Октобар Новембар Децембар |

## Новембар

#### у току новембра
- Политбиро Централног комитета КПЈ, на основу теза словеначких комуниста, усвојио прву Резолуцију — Платформа за рад комуниста на подручју угњетених националних мањина у Јулијској крајини. У Платформи је био потврђен принцип о безусловном праву Словенаца и Хрвата у Јулијској крајини на самоопредељење и отцепљење од Краљевине Италије, које комунисти морају да повезују са агитацијом за оснивање словеначке и хрватске радничко−сељачке републике, повезане у Балканску федерацију радничко−сељачких република.[19]
- У Београду, на Чукарици, формирана комунистичка група, која је била прва партијска ћелија у Београду, након августовске провале, а сачињавали су је секретар Иван Грбић и чланови — Анатол Миндеровић, Чедомир Миндеровић, Ђорђе Миндеровић, Петар Николић, Јован Гњатовић и Бранислав Ђурђев.[19]

## Децембар

#### 7. децембар
- У Берлину отворена изложба под називом Смрт и терор у Југославији, коју је организовао Савез „Слободни Балкан”, а припремила група југословенских политичких емиграната, на чијем је челу био Коста Новаковић. Изложбу је отворио немачки књижевник Валден, секретар Савеза „Слободни Балкан” у присуству око 45 публициста и представника штампе. Реч на отварању узео је и Фан Ноли, бивши премијер Републике Албаније, који је говорио о садржају изложбе и о ситуацији на Балкану. Изложбени експонати приказивали су терор југословенског владајућег режима над политичким противницима, а Влада Краљевине Југославије је преко југословенског посланика у Берлину успела да код немачких власти издејствује затварање изложбе кроз пар дана.[19]

#### у току децембра
- Извршни комитет Комунистичке омладинске интернационале (КОИ) именовао ново руководство Савеза комунистичке омладине Југославије (СКОЈ) у саставу — политички секретар Јосип Колумбо, организациони секретар Перо Поповић Ага и Јован Веселинов. Поред Бироа ЦК СКОЈ, у земљи је био формиран и „Загребачки биро” ЦК СКОЈ чији су чланови били — Вилим Хорвај, Воја Семлекан и Димитрије Станисављевић.[20]

| Јануар Фебруар Март Април Мај Јун Јул Август Септембар Октобар Новембар Децембар |